# 德久利明
德久利明（1942年12月8日—1998年3月13日），日本棒球選手，為一名投手，出生於高知縣，曾經效力於日本職棒近鐵野牛等隊伍，生涯通算57次勝投。1998年3月13日在鹿儿岛县的一家医院因肺癌去世。